# 모로오카촌
모로오카촌(諸岡村)은 이시카와현 후게시군에 설치되었던 촌이다.